# Kuzov
Kuzov je přírodní památka v katastrálním území Dřemčice v okrese Litoměřice v Ústeckém kraji v nadmořské výšce 331 až 415 m. Ochrana byla vyhlášena 3. listopadu 1949, k úpravám došlo 1. listopadu 1990 v podobě změny výměry na současných 7,12 ha. Předmětem ochrany je průnik dvou žil leucitického tefritu vzniklých v období třetihorní vulkanické činnosti, jejichž okolí je tvořeno turonskými usazeninami. V blízkosti vrcholových skalisek jsou turonské vrstvy kryty balvanitými sutěmi.

## Charakteristika přírodní památky
Jedná se o částečně zalesněný skalnatý vrch nad mělkým údolím potoka Granátka v západní části CHKO České středohoří, asi 0,5 km západně od Dřemčic a přibližně 2 km severně od obce Třebívlice; porost zde tvoří geograficky nepůvodní borovice černá. Nižšímu ze dvou skalních hřebenů obyvatelé pro jeho tvar přezdívají Lví hlava. Přírodní památka Kuzov představuje útočiště pro chráněné teplomilné rostliny, především ve vrcholové partii. Roste zde, mimo jiné, např. tařice skalní (Aurinia saxatilis), koniklec český  (Pulsatilla pratensis subsp. bohemica), kavyl Ivanův (Stipa pennata), bělozářka liliovitá (Anthericum liliago) či česnek tuhý (Allium strictum). Fauna je zastoupena v podobě lišky obecné (Vulpes vulpes), káněte lesního (Buteo buteo) či zmije obecné (Allium strictum).
Z geologického hlediska je skalní suk tvořený dvěma vypreparovanými žilami z olivinického nefelinitu a nefelinického bazanitu. Místy se vyskytují porcelanity, které vznikly přeměnou křídových slínovců v místech kontaktu s vulkanickými horninami. Na jižním svahu se zvedá 15–20 metrů vysoká stupňovitá stěna mrazového srubu.

## Přístup
Podél jižního okraje chráněného území vede žlutě značená turistická cesta, která je zhruba dva kilometry dlouhou spojnicí mezí vesnicemi Leská, Staré a Dřemčice.